# Бърдарски геран
Бърда̀рски гера̀н е село в Северозападна България. То се намира в община Бяла Слатина, област Враца.

## География
Село Бърдарски геран се намира в западната част на Дунавската равнина, близо до най-плодородното ѝ поле Златията, известно в миналото като житницата на Западна България. На изток граничи със землището на гр. Кнежа, на юг — с Бяла Слатина и Търнава, на запад и север — със село Галиче.
Намира се на 10 km северно от общинския център Бяла Слатина, с който го свързва единственият път от селото към републиканската пътна мрежа.
Климатът на Бърдарски геран е умерено-континентален с ясно изразени температурни амплитуди. Пролетта е хладна, лятото – сухо и горещо, зимата – студена. 
Силни западни до северозападни и източни до североизточни ветрове безпрепятствено нахлуват в землището, осушават почвата, причиняват дефлация (разрушаване чрез издухване) през пролетта и ранното лято и отвяване и пренаслагване на снежната покривка през зимата.
Средните годишни валежи между 520 – 530 mm. имат характерното за умерено-континенталния климат вътрешно годишно разпределение.

## История
Името на селото произлиза от някогашно обичайно място за почивка на пътуващи търговци на бърда за ръчни тъкачни станове (бърдари). Днешното село Бърдарски геран е основано върху останките на българско средновековно селище. В един османски документ от 1617 г. селото се споменава с името Бърдар. В следващите години село Бърдар е обезлюдено и землището му остава пустеещо.
Селото е най-голямото от петте села (другите са Асеново, Брегаре, Гостиля и Драгомирово), заселени от банатски българи – католици, завърнали се от Банат в България след Освобождението 1878 година и населяващи напълно или частично тези села и в началото на ХХІ век.
Банатските българи са потомци на бунтовниците, намерили спасение във Влашко след поражението на Чипровското въстание 1688 г. и на 300 семейства (2000 души) павликяни – католици от Никополско и Свищовско, които се присъединяват към тях през годините 1726 – 1731 г.
След Освобождението част от тях се връщат в България. Други остават в банатските си села и близките им градове, но не забравят своя корен. След 1920 г. по-голямата част от банатските българи зад граница са в територията на Румъния, а останалите – в територията на Сърбия.
Повечето заселници на Бърдарски геран произхождат от най-голямото село на българи в Банат – Стар Бешенов. Първите 14 семейства от там идват в България през есента на 1887 г. предвождани от Лукан Чуканов и между тях семействата на Пъкьо Дечев, Антон Будуров и Павел Кюрчев, последните 40 идват през 1943 г. Заселниците от днешния румънски Банат са от селата: Стар Бешенов – 200 семейства, Брещя – 30, Дента – 25, Телепа – 20; и от днешния сръбски Банат: от Иваново – 50, от Модош и Кикинда, и др. След 1918 г. в Бърдарски геран се преселват банатски българи, недоволни от условията в други села на Северозападна България: Махмудия, Войводово, Джурилово. Желаещите да се завърнат в България са много повече и от по-рано, но австро-унгарската администрация им създава големи пречки. Още през 1882 г. 250 семейства са върнати от границата, а предводителят им Петър Василчин е съден за подстрекателство.
През 1893 г. в Бърдарски геран се заселват 7, а в следващите години – още над 80 немски семейства от т.нар. дунавски шваби, дошли в Банат в началото на ХVІІІ век. През 1941 – 1943 г. хитлеровият режим принудително ги преселва на територията на Третия Райх в подкрепа на милитаризираната си държава. След края на войната през 1945 г. много от тях се преселват в Северна и Южна Америка, и Австралия, а една осемчленна фамилия се завръща в България.
От 1887 г. да 1998 г. Бърдарски геран е под административното управление на общината Бяла Слатина. Първият местен кмет е предводителят на първите заселници Лукан Чуканов, след него са: Иван Велчев, Никола Лазаров, Петър Перков, Матея Софранов, Никола Тошков. През 1919 г. се изреждат трима кметове, а през 1931 – петима.
През лятото на 1950 година Бърдарски геран става сцена на първия от поредица бунтове срещу принудителното събиране на нарядите. На 3 юли, по време на жътвата, в селото е получено нареждане вършитбата да се извършва на общ харман, за да може властите по-лесно да изземват нарядите, но селяните отказват да се подчинят и на много места се стига до сбивания с пъдари, милиционери и въоръжени комунистически активисти, а 500 жени провеждат демонстрация пред общината. В селото пристига окръжният партиен секретар Иван Тодоров-Горуня, след което милицията ликвидира бунта, 20 души са арестувани, а други са пребити. За инициатор на бунта е обявен местният свещеник Асен Чонков, който на 5 август е осъден на 15 години затвор, други шестима селяни също получават присъди. Делото поставя началото на поредицата Католически процеси през следващите години.
Най-дълго изпълняват кметските задължения: Матей Кърчев 1950 – 1956 г., Стоян Пеев 1958 – 1965 г., Иван Лазаров 1969 – 1974 г. и Никола Мичев 1974 – 1995 г. Четиримата са от времето на най-централизираната администрация и икономика до 1989 г. и според закона мандатите им са по-продължителни, а избирателите малко могат да им влияят след изборите, но през тези години селото получава най-много средства от централния бюджет на замогващата се държава и ги използва по най-добрия начин. Доближава се до вида на малък град с благоустрояването си и спортните, културните и други обществени съоръжения и сгради. През 1980 и 1982 г. Бърдарски геран е класиран на ІІ място в страната по хигиенизиране и благоустрояване. По строителство на лека спортна база също е на ІІ място в страната. Средствата, отпускани централно за изпълнението на тези програми, са заслужени с хиляди часове безплатен доброволен труд на жителите и преди и след финансирането на такива проекти. Подреденото, чисто и озеленено село често е показвано като образец на висшите ни държавни ръководители, на чуждестранни делегации и на представители от други селища от страната.
Банатските българи говорят старинен български диалект, определен от езиковеда акад. д-р Любомир Милетич като източно-родопски рупски говор, който самите те наричат „палкенски“, а научната общност – банатски български език.
- Снимки от книгата История на Бърдарски геран изд. 1987 г. и други
- Паметен знак за основаването на селото
- Лукан Чуканов и други основатели на селото
- Последните заселници от Бишнов 1943 г.[5]
- Старото училище
- Домашен хляб от „собата“[5]
- Свещ. Алоизий Манушов пред издигнатите на около 4 m височина стени на днешната черква „Св. Йосиф“[6]
- Архиепископ Ронкали пристига с автомобил в селото
- Жътва в по-ново време
- В ремонтната работилница[5]
- Пред кравефермата рекордьор по млеконадой[5]
- Миса в черквата на 21 април 1940 г.
- Врачани на излет в Бърдарски геран, снимани през 1937 г. пред черквата Св Йосиф

## Население
| 1893 | 1900 | 1910 | 1920 | 1926 | 1934 | 1946 | 1956 | 1965 | 1975 | 1985 | 1992 | 2001 | 2011 | 2021 |
| 421  | 1353 | 1425 | 1822 | 2149 | 2425 | 2335 | 2238 | 2007 | 1801 | 1459 | 1292 | 1078 | 745  | 564  |

Преброяване на населението от 1 февруари 2011 г.
Общо: 745 жители; В т.ч: българи: 649 жители; неотговорили: 90 жители;
От немското население на Бърдарски геран в началото на ХХІ век има останали две жени: Мария Дауербах и Франческа Михел Велч. В края на 2016 г. и двете вече не са между живите.
| Общо | Възрастови групи (в навършени години) | Възрастови групи (в навършени години) | Възрастови групи (в навършени години) | Възрастови групи (в навършени години) | Възрастови групи (в навършени години) | Възрастови групи (в навършени години) | Възрастови групи (в навършени години) | Възрастови групи (в навършени години) | Възрастови групи (в навършени години) | Възрастови групи (в навършени години) | Възрастови групи (в навършени години) | Възрастови групи (в навършени години) | Възрастови групи (в навършени години) | Възрастови групи (в навършени години) | Възрастови групи (в навършени години) | Възрастови групи (в навършени години) | Възрастови групи (в навършени години) | Възрастови групи (в навършени години) |
| Общо | 0 – 4                                 | 5 – 9                                 | 10 – 14                               | 15 – 19                               | 20 – 24                               | 25 – 29                               | 30 – 34                               | 35 – 39                               | 40 – 44                               | 45 – 49                               | 50 – 54                               | 55 – 59                               | 60 – 64                               | 65 – 69                               | 70 – 74                               | 75 – 79                               | 80 – 84                               | 85+                                   |
| 564  | 9                                     | 18                                    | 27                                    | 20                                    | 10                                    | 14                                    | 17                                    | 23                                    | 25                                    | 33                                    | 42                                    | 43                                    | 58                                    | 49                                    | 71                                    | 50                                    | 34                                    | 21                                    |

| Население всичко | Икономически активни | Икономически активни | Икономически активни | Икономически неактивни |
| Население всичко | Общо                 | Заети                | Безработни           | Икономически неактивни |
| 682              | 271                  | 214                  | 57                   | 411                    |

## Поминък
Преди напускането на българските села си в началото на ХVІІІ век, павликяните – католици от Никополско и Свищовско са здраво свързани със земята. Просперитетът им в Банат се дължи главно на тази вековна връзка и на тяхното пословично трудолюбие, но бързо растящата им популация създава недостиг на земя за обработка. Недостигът се увеличава за всяко следващо поколение. Разселват се на нови места из равнините на Банат, което не може да се прилага безкрайно, а и така попадат във все по-плътно обкръжение от други народи, а тези българи са консервативно и затворено в себе си общество, ревниво пазещо своята българщина. Земята и чуждото обкръжение са основните причини те да се стремят към Родината на своите предци още през първите години след Освобождението. Завърнали се в свободна България и получили дарените им от държавата имоти, незабавно, преди дори да са се устроили на привичното от Банат битово ниво, се впускат в своето традиционно земеделие.
От Банат те донасят земеделски новости непознати на по-голямата част от местните българи. За тях са обичайни австрийските железни плугове, конските окопвачки, браните с железни зъби, веялките за зърно, олекотените конски каруци с железни оси и железен обков, високопроизводителната конска тяга за обработките на земята и за земеделски транспорт вместо волската, използвана дотогава от българските селяни, строгите принципи на сеитбообращението, жътвата на житните култури с коса, при което един косач може да достигне 20 дка за ден, и още много непознати преди тяхното идване похвати в земеделието, отглеждат нови породи силни и издръжливи коне, високопродуктивни свине. Те показват на местните българи от околните села как с по-малко вложен, но квалифициран, производителен и добре организиран труд, могат да произведат много повече и по-качествено зърно и всякаква друга селскостопанска продукция.
Държавата отпуска на новите си граждани по 47 дка ниви на домакинство, което не е много, но за повечето, все млади семейства, останали с малко или съвсем без своя земя в Банат, е търсеният изход да заживеят по-добре. Още през първата пролет в новите си стопанства 14-те първи заселнически семейства на Бърдарски геран „цепят“ целина̀та и засяват царевица. След прибирането ѝ обменят част от зърното за необходимото им за хляб жито. Разработените вече ниви са подготвени за есенна оран и сеитба на пшеницата, която е основната им култура. В продължение на следващите няколко години в ранната пролет, още преди сеитбата, към тях се присъединяват нови преселници от Банат, между които и немци. Първоначално отпуснатото землище е недостатъчно и държавните служители предлагат на новодошлите да се заселват и в близката Бяла Слатина, което е неприемливо за тях и накрая землището на Бърдарски геран е разширено за сметка на съседното землище на Кнежа. Настъпва времето на „банатчаните“, да покажат всичките си умения и трудолюбие и да започнат да се замогват като добри стопани. Освен хлебното и фуражно зърно, те отглеждат фасул, слънчоглед, памук, коноп, зеленчуци и лозя. В чистите си и подредени дворове отглеждат отлични коне, с които бързо стават известни и за пример в околността, често пъти отглеждат крава. Едно-две прасета, стада гъски и други птици осигуряват месото и яйцата за домакинствата.
Издигането на къщи и стопански постройки за новопристигналите и тяхното обзавеждане, разширяването на сградния фонд на замогналите се по-стари заселници, дават препитание на строители и дърводелци. Появяват се железарски работилници за ремонт и производство на инвентар, в което немците са отлични майстори. Тухларница, цигларница и мелница затварят кръга на производствата за най-важните нужди на живота в селото.
В селото заработват няколко магазина, които освен най-необходимите за едно село: газ, сол, пирони и лампени шишета, продават и най-разнообразни други стоки, включително от внос. Затруднени при индивидуалните доставки на стоки от първа необходимост, собствениците на магазини учредяват през 1932 г. Кредитна кооперация „Единство“, която извън кооперативните доставки изкупува и излишъците от земеделска продукция. Дванайсет кръчми служат за обществени контакти на мъжката половина от селото, продават вино и ракия собствено производство, някои имат игрални зали за билярд, моникс и карти за развлечение на своите посетители. Местна бозаджийница задоволява нуждите на селото от тази напитка.
Войните 1912 – 1918 г., отделят младите мъже от стопанствата и семействата им, десетки загиват по фронтовете и остават инвалиди, цели фамилии задлъжняват, губят части от имотите, с това и поминъка си, продължителна суша причинява продоволствена криза, но започвайки от 1924 г., с много труд, като цяло селото се съвзема. Разширяват се обработваемите площи за сметка на общинската мера и откупуване на площи необработвани преди войните. Подемът на икономиката в цялата държава е прекратен от икономическата криза (1929 – 1933), която за Бърдарски геран се усилва от незапомнена градушка през 1929 г. Няколко сдружения, между което и кооперативно, помагат на селяните да изживеят трудностите на тези времена.
През 1948 г. 32 малоимотни основатели създават първото ТКЗС с 800 дка обработваеми площи. Доставя се първият трактор в селото и прикачен инвентар към него. След 5 години лутания и сериозни неудачи, ТКЗС е масовизирано и стабилизирано, започва интензивното му развитие. Механизацията на обработките, прилагането на съвременни средства за подхранване и растителна защита на културите, използването на високопродуктивни сортове осигуряват голям ръст на добивите, на икономическите резултати от зърнопроизводството и на доходите на кооператорите. В същото време модернизираното земеделие намалява нуждата от работна ръка и трудовата заетост в селото намалява. За осигуряване на нови работни места и целогодишна заетост, към ТКЗС се организират и ръкоделни занаятчийски производства обособени в два цеха. Развивайки се, това производство достига заетост до 80 работни места.
Подобно е производството и на филиал на ТПК Галиче с 20 работни места. 
 През 1973 г. в района на селото заработва полигон за борба с градушките, защитаващ 1 600 000 дка земеделски култури. Полигонът остава действащ и след политическата и икономическите промени започнали през 1989 г. и към 2016 г. 10 жители на Бърдарски геран намират работни места в него.
Прочутите коне, голяма гордост на Бърдарски геран в първата половина на ХХ век, постепенно са изместени от тракторите и автомобилите, но през 1980–те години другите животновъдни ферми са сред първите в окръга; средният годишен млеконадой от фуражна крава достига рекордните 5300 л.
През 80-те години на 20 век в селото е открит филиал на завода за облекло „Пионер“ Бяла Слатина, в който намират работа най-вече млади жени. Производството им е предназначено и за експорт.
След политическата промяна през 1989 г. местната икономика значително се променя що се отнася за субектите действащи в нея и до броя на подотраслите на дейностите, които обхваща. ТКЗС е ликвидирано, към 2016 г. от всички развивани в него производства остава единствено зърнопроизводството, разпределено между 4 големи наематели и арендатори, още няколко по-малки и еднолични стопани на собствени земи. Отглеждат се пшеница, царевица, слънчоглед, рапица и до 5% от посевните площи с грах и люцерна според изискванията на ЕС. Част от земеделците обработващи земята на Бърдарски геран към 2016 г. не са местни жители и крайните резултати от дейността им, чистите им печалби не остават в селото.
Има и две овощни градини – общо 50 дка – добро изключение, но със заетите площи и обема на произвежданата си продукция не могат да променят едностранчивия облик на земеделието, в което има общо до 70 работни места за местни хора, част от които сезонни.
Извън земеделието и местната администрация, има и 6 работни места за местни хора, предимно жени, в заведението за деца лишени от родителски грижи.

## Образование
Павликяните – католици емигрират на север от Дунав не само заради материалната си мизерия, духовния терор и националния гнет от османците, но и заради проблемите с образованието на своите деца след унищожаването през 1688 г. на интелектуалния център на католиците – Чипровци. Едвам поукрепнали в новото си поселение с. Бешенов, през 1745 г. те създават първото си училище и изпращат в него всичките си момчета и голяма част от момичетата да се ограмотяват според изискванията действащи в Хабсбургската империя. Подкрепят се със събратята си от Винга, разменяйки си учители и учебници, и така постигат образованост над средната в новата си държава. Първи и твърдо поставят искане за образование и черковно служение на български език.
Според вековната си традиция, и на българска земя първите заселници на Бърдарски геран се заемат с решаването на образователния проблем без да чакат това от министри и по-малки управници. Малобройни, с тежки проблеми по битовото устройване и прехраната си, все пак успяват да организират през 1890 г. училище в дома на Иван Бодуров и избират помежду си първия учител – Гюра Телбиз. По-нататък се налага да бъдат използвани за учебни и стаи от къщите на Лукан Чуканов, Матея Софранов, Никола Тутурилов и др. Селото бързо се разраства, децата стават повече; назначени са първите редовни учители и между тях Петко и Ганушка Мечкови от съседното село Крушовица. Построена е училищна сграда – скромна, неугледна, с малки прозорци, но важна крачка напред в образователното дело. Първият главен учител е Петко Атанасов, отдал 30 години на просветното дело в селото. След 1918 г. в Бърдарски геран учителстват забележителните фигури от българския интелектуален и обществен живот, писателите Димитър Осинин и Калина-Малина. През 1932 – 1937 г. е построено двуетажно училище за началните отделения и за прогимназия. В края на 1940–те години първият директор роден в селото Стоян Францов обновява материалната база на училището, модернизира и учебния процес. Още осем директори след него оглавяват училището, а във втората половина на 1980-те години постът се заема от Мария Караджова.
През 2008 г. по демографски причини училището в Бърдарски геран е закрито и учениците от селото и от Дома за деца лишени от родителски грижи пътуват всекидневно до общинския център Бяла Слатина.
От 1932 г. на територията на манастира немската колония открива частно училище, в което преподават монахините – бенедиктинки. Освен децата от немските семейства, в училището учат и много български деца. Преподават се разширено немски език и някои предмети извън учебните програми на българските държавни училища. Учениците получават отлични познания по немски език и типично немско възпитание в организираност, твърд порядък и дисциплина. Българските деца са добре дошло попълнение, защото немските колонии в Бърдарски геран и Гостиля нямат достатъчно деца, които с таксите си да осигурят съществуването на училището. В същото време, когато родителите на българчетата са затруднени и не платят навреме таксите, върху децата им се отразява недоволството на монахините – учителки. Далеч не всички българчета издържат на строгите отношения и изискванията за стриктно заплащане и напускат училището преждевременно. Това разказва в спомените си пред Светлана Караджова, Павел Куков от с. Гостиля – някога ученик в немското училище.
След изселването на немците през 1943 г. училището им прекратява съществуването си.
През 1954 г. в сградите на манастирския комплекс е настанен Дом за деца и юноши, чиито възпитаници на моменти достигат до 100. През 2007 г. Домът е преместен в част от съвременна сграда, заемана дотогава само от детска градина, наследница на забавачницата при действащия в миналото манастир. Капацитетът на Дома е оптимизиран за 45 деца, обстановката и начинът на отглеждането им са приведени към семеен тип.
В училището на Бърдарски геран са направили първите си стъпки по пътя на образованието и науката редица успели в науката и другите области на живота местни жители. Към 1987 г. дългият списък включва 160 души с висше и полувисше образование: учители – 69, икономисти – 25, медици – 22, инженери – 20, агрономи – 15, зоотехници – 8, други специалисти – 10. Висшисти са и тримата свещеници излезли от селото.

## Религия
Жителите на Бърдарски геран са изключително християни, всички от римокатолическо вероизповедание.
В селото има две католически черкви: на банатските българи „Св. Йосиф“ и на някогашната немска енория „Дева Мария – Майка на святата надежда“, която не е действаща, собственост е на ордена на сестрите бенедиктинки и е в лошо състояние; руши се от природните въздействия.
Първият храм на селото е параклис обзаведен в една от стаите на свещеническия дом – паракията, около 1890 – 1891 г. През 1903 г. за 6 месеца е построена и осветена първата черква с много доброволен труд на селяните. След пристигането на все повече нови заселници тя им отеснява, макар че от 1929 г. немците се отделят в собствена черква, защото след 1920 г. в Бърдарски геран се събират разпръснатите из други села на Врачански окръг по-малки групи банатски български семейства. Строителството на настоящата черква започва през 1930 г. и е осветена пред 1934 г. За построяването на този най-голям католически храм в Северозападна България помагат и католиците от селата Гостиля и Брегаре.
Само няколко месеца след пристигането на първите заселници Никополският епископ Иполито Агосто им изпраща и първия свещеник – италианеца Лаврентий Манганели. След него идва сънародникът му Силвестър Лила, а от 1896 г. до края на живота си през 1910 г. – полякът Павел Кобиелски, погребан в Бърдарски геран. От 1910 до 1919 г. роденият във Винга асеновчанин Бартол Тошков, първият български свещеник в селото, обслужва духовните нужди на хората, последван от други трима и след тях обичания от всички бърдарчани, асеновчанин Алоизий Манушов, който построява през 1925 г. манастира, полага основите на храма „Св. Йосиф“ през 1930 г. и малко след това умира от сърдечен удар. И друг асеновчанин, пасионистът Исидор Делин, служи в Бърдарски геран за по-кратко време в промеждутъка май 1930 г. – юни 1934 г.
От 1934 до 1946 г. в селото служи като енорийски свещеник бъдещият Никополски епископ Евгений Босилков, несправедливо обвинен през 1952 г. в противонародна политическа и шпионска дейност и осъден на смърт; след 1989 г. реабилитиран от българския съд и провъзгласен от папа Йоан Павел ІІ за блажен мъченик за вярата. По негово време е построен нов дом за свещениците, просторна и красива двуетажна къща южно от черквата.
След свещ. Е. Босилков, за кратко време в Бърдарски геран служат свещеници от Пловдивската епархия на Южна България, отците успенци Асен Чонков и Самуил Джундрин (последният – Никополски епископ през 1979 – 1995 г.), но след бунт на селяните срещу колективизацията през 1950 г. свещениците, които им съчувстват и застават на тяхна страна, са разследвани и отстранени от селото, а о. А. Чонков е обвинен в подбудителство и осъден на 15 г. затвор. Тогава е изпратен за енорийски свещеник отново асеновчанин, монахът – пасионист Методий Карабенчов, който служи в изключително тежки условия 19 години, от 1951 до смъртта си през 1970 г. Преди идването му паракията е национализирана и в нея е настанена Здравната служба. Свещеникът е принуден да живее през цялото време в тъмно и влажно мазе под черквата. След него идва мирският свещеник Асен Генов от 1970 до 2008 г., с три години прекъсване, когато го заместват монаси францисканци-конвентуалци, от които са поляците Збигнев Карниевич и Станислав Жимински. След 1989 г. паракията е реституирана.
Към ноември 2016 г. свещеник в енорията е о. Койчо Димов, родом от Южна България
Поради различията в изповядването на християнството, през първите няколко десетки години след заселването контактите между жителите на Бърдарски геран и на околните източно православни села са минимални. Бърдарчани поддържат връзки предимно с банатските българи от останалите им български села и с католиците от селата в Северна България. В същото време, на основата на средноевропейския си манталитет, битовата си култура и религиозната търпимост, имат добри контакти с чехите – протестанти от недалечното село Войводово и дори се сродяват тях.
С увеличаването на времето на съжителство с населението на околните села и с намаляване влиянието на взаимните религиозни предразсъдъци в отношенията, ограниченията в контактите постепенно и все повече отпадат и във второто десетилетие на ХХІ век практически не съществуват.
След 1989 г. силно се активират връзките и взаимните гостувания с банатските българи от Румъния и Сърбия, съдействащи за запазване на общността в двете държави и в България във все по-преобладаващото източно православно обкръжение на техните селища и в новите политически и икономически условия.
Налице е намаляване влиянието на религията сред жителите на Бърдарски геран, естествен процес – резултат на модерното образование и възпитание, но и резултат от целенасочената и настоятелна антирелигиозна пропаганда и административния натиск на партийните органи и властите, в това число и местната, в периода от 1944 до 1989 г. Те са насочени с особена сила към българските католици, неоснователно считани в някаква степен за потенциални проводници на вредно и враждебно прозападно влияние. Заради голямата верска упоритост на жителите му известна като „яката вяра“, в Бърдарски геран тази пропаганда и натискът са доста безцеремонни и забележими, но не постигат крайната си цел.

## Политика
Едвам стъпили в България, преселниците от Банат неволно попадат в политическите борби още при преговорите за избор на място за заселване и оземляване. Министрите и областните управители – представители на политическите партии, с действията си по решаването на техните искания предизвикват отношение към политическите сили, от които са. Политически агитатори се домогват до влияние сред преселниците. В Бърдарски геран се оформят групи симпатизанти на различните партии.
Войните 1912 – 1918 г. донасят в повечето семейства бедност, разруха, инвалидност, смърт. Завърналите се от война фронтоваци устройват морален съд над военновременния кмет и негов помощник заради несправедливите реквизиции и кражбите при събирането на продукти и други данъци, на който съд се появяват и политически нюанси. Кметът е сменен, но обстановката пак се радикализира. Разбит е държавният склад с продукти, които са разпределени между най-нуждаещите се. В селото проникват леви идеи, що се касае до социалната справедливост, но първа политическа сила, съвсем естествено, е местната дружба на БЗНС създадена през 1919 г. Голяма подкрепа за нея е посещението на министър-председателя Александър Стамболийски, който е впечатлен от напредничавите земеделски технологии и образцовия селски бит в Бърдарски геран.
Противопоставянето срещу превратаджиите от 9 юни 1923 г. чрез Септемврийското въстание същата година води до установяване в селото на две денонощия власт на съюзените земеделци и комунисти. Свалянето им е последвано от арести, побои и присъди, по които по-късно е обявена амнистия. Един от най-изтезаваните след време се поболява тежко и умира. През 1926 г. земеделците в селото се разцепват, по-заможните се присъединяват към блокарите. Икономическата обстановка се подобрява, но социалното недоволство на малоимотните не затихва съвсем; младежите с леви убеждения са неговите изразители, като търсят съмишленици чрез различни форми на самодейност, в спорта и със засилено присъствие във Въздържателното дружество и младежката кооперативна група.
През 1941 г. в селото се организират нелегални групи на Българската работническа партия и Работническия младежки съюз. Дейността им е силно затруднена от местната структура на „Бранник“ и от някои от местните немци; атеистичната им пропаганда среща отпор от страна на голяма част от населението. Свещеникът Евгени Босилков, начело на енорията от 1934 г., печели на своя страна възрастните и младежта, освен с ефектни проповеди, и със спортни прояви, туристически излети, музикални занимания, при които сам той свири на хармониум и ръководи голям църковен хор, а през 1940 г. е подкрепен от посещение в селото на папския нунций за България, архиепископ Анджело Ронкали – бъдещият папа Йоан ХХІІІ. 
На 9 септември 1944 г. в 11:00 часа в селото, без особени ексцесии, е извършена смяна на властта от група местни хора. Назначени са първият ОФ кмет Рашко Ив. Манев, секретар – бирникът Иван Лазаров и комендантът Петър Манев, иззето е оръжието от състава на „Обществена сила“, арестуван е командирът на „Бранник“. През септември са учредени организация на Работническия младежки съюз и на Българската работническа партия – комунисти. Малобройната група на БЗНС на Никола Петков, напуснал ОФ и минал в опозиция, губи влияние и се влива в мнозинството на местната дружба. На политическия фронт остават водещата БКП и сътрудничещият ѝ БЗНС.
Следвоенната система на задължителни държавни доставки, изземващи значителна част от селскостопанското производство, деформирана допълнително от регионални и местни изпълнители, тежко засяга чувствата за справедливост и сигурност на селяните. Със своеобразен бунт през 1950 г. те се съпротивляват, без да влагат в това политически смисъл, и не предават снопите на общ харман, за да не останат без хляб и фураж, след като са произвели достатъчно зърно. Инициаторите на бунта са осъдени, а за липса на бдителност и бездействие е арестуван партийният секретар на БКП в селото. През следващата година, въпреки силната партийна намеса в стопанските дела, реколтата е тежко компрометирана, десетки от по-младите хора напускат селото да търсят друго препитание, а продоволствената криза продължава и през 1952 г.
По пътя на проби и грешки и тяхното отстраняване с водеща партийна намеса от БКП, ТКЗС постепенно укрепва и се стабилизира, политическата атмосфера се успокоява, селяните се пренастройват от стопани към новата си роля на работници в ТКЗС. Става им удобно отпадането на денонощните грижи за животните и тревогите за състоянието на посевите от времето на частното земеделие.
До 1989 г. политическата обстановка в Бърдарски геран е еднообразна, доминирана от БКП и продължава да е спокойна. На първите избори след това избирателите не се подават на масовата еуфория за втурване в неизвестността на новите политически партии, а дават доверието си на управляващия ги 17 години дотогава Никола Мичев. Следващите три избори също подкрепят една кандидатура – Дамян Монов. Избирането и на двамата е по-скоро за личностните им качества, отколкото за политически платформи.
След появата на ПП ГЕРБ в политическия живот на Бърдарски геран, нейните кандидати, подкрепени от мощните избирателни кампании на партията, печелят три от всичките четири местни избори и губят с малко на балотажа през 2011 г. от независимия кандидат Светлана Караджова, която стига до балотаж с кандидат на ГЕРБ и през 2015 г.

## Обществени институции
В селото има действащо читалище – „Съединение – 1923“. То е основано през 1923 година в дома на Матис Шерингер от преселниците немци, учители и по-будните банатски българи. През 1958 година читалищната дейност се премества в новопостроената за целта сграда, която се използва. Към читалището има самодеен танцов състав, чиито репертоар включва банатски български и танци от различните региони на България, както и любителски певчески хор.
През 2009 г. отваря врати Дневен център за работа с деца към читалище „Съединение – 1923“, който носи хубавото име „Палкенче“. В този център децата на селото намират уютно място за занимания извън училище. Реализацията на този проект е осъществена с финансовата подкрепа на фондация „Лале“.
Център за настаняване от семеен тип и детска градина „Радост“ се помещават в една сграда, ремонтирана и преустроена за нуждите на двете институции.
В Бърдарски геран има и действащ футболен отбор „Ботев – Бърдарски геран“. Жителите следят неговите изяви и участват активно в подготовката на играчите и организирането на футболните срещи. Самоинициативно се грижат за стадиона и игрището, на което се посрещат чуждите отбори.

## Културни, духовни и архитектурни забележителности

### Енория „Свети Йосиф“
През 1930 г. започва изграждането на голямата и модерна католическа църква „Свети Йосиф“, най-голяма в Никополската епархия, трикорабна, с елементи от новоготическия стил. На 16 април 1934 г. завършеният храм е осветен тържествено от Никополския епископ Дамян Теелен, холандски пасионист, управлявал епархията 31 години. Вътрешното оформление на новата църква продължава до 1936 г.

### Немската църква
Храмът „Дева Мария – Майка на святата надежда“ се намира в големия двор на бившия манастир на сестрите бенедиктинки заедно със старата манастирска сграда и сградата на бившето немско училище. Тържественото освещаване на храма се извършва на 2 юли 1929 г. Най-забележителни в него са добре запазените големи стенописни образи на братята просветители св. св. Кирил и Методий в цял ръст от двете страни на олтара. С тях немците от Бърдарски геран изразяват уважението и благодарността си към българската държава и народ за оказаното им гостоприемство на българска земя.

### Музей „Къща на банатския бит“
Музеят е създаден по повод 100-годишнината на селото през 1987 г. Сбирката е изградена със съдействието на специалисти етнографи от Регионалния етнографски музей в гр. Враца. Автор на тематико-експозиционния план е ст.н.с. д-р Йорданка Манкова. Художественото пространствено оформление е дело на Тодор Митов.
Оригиналните музейни експонати са събрани изцяло от дарения като главен генератор за популяризирането на събирателската акция бе Кристина Велчева, тогавашен секретар-библиотекар на читалище „Съединение – 1923“.

### Паметници
Паметник на загиналите във войните за национално обединение на българите 1912 – 1913 г. и 1915 – 1918 г. се намира в двора на църквата. Издигнат е през 1920 г. с общински средства по проект на свещеник Бартол Тошков от бял камък и е висок 2,50 m. Увековечава величието на героизма и саможертвата на синовете на Бърдарски геран в името на българския национален идеал. На него са изписани 51 имена. При започналото през 2016 г. проучване на документите на Военноисторическия архив са открити нови, неизписани на паметника имена. 21 от младите мъже са загинали и смъртно ранени само в един ден, на 4 ноември 1912 г. при щурма на Чаталджанската укрепена линия от 9 рота на 17 пехотен Доростолски полк в района на с. Кестенлик северно от гр. Чаталджа.
Паметна плоча на 6-имата загинали във Втората световна война при участието на България на страната на антихитлеристката коалиция се намира в зелената площ до фонтана, на площада пред кметството.
На 6 май, в деня на храбростта на българските войни, обществеността на селото се покланя пред паметните знаци на загиналите за Отечеството.
Паметник над гроба на съветски летци, загинали със самолета си в околностите на селото през октомври 1944 г. се извисява с оригиналната си архитектура пред изтребител МИГ – 15 на същия площад.

### Часовникова кула
През 1986 г. председателят на селски съвета (равносилно на кмет) Никола Мичев е натоварен от висшестоящото ръководство на организацията Отечествен фронт да организира поставяне на часовник на сградата на кметството, защото се говорело, че на църквата ще бъде поставен такъв, а по онова време е политически недопустимо хората да „си сверяват часовника“ с църковния. Заданието е часовникът да бие на всеки кръгъл и половин час, което на моменти съвпада със звъна на църковната камбана известяваща за редовните, ежедневни служби в храма.
Поръчката е приета от завод в чешкия град Вишков на река Морава. След много проблеми с осигуряване финансирането на проекта и доставката на уреда, над покрива на кметството се извисява добре хармонираща и красива часовникова кула. Ремонт на механизма и организирането на поддръжката му с доброволен труд и дарения е направен през 2012 г.

## Редовни събития
Редовно в Бърдарски геран се провеждат футболни срещи между отбора на селото и други отбори. Отборът носи името „Ботев – Бърдарски геран“.
Фестивал „Фаршанги“ – Подновена от 2011 г. стара банатска традиция за карнавал в последната неделя преди Великденския пост по католическия църковен календар, подобен на източно православния празник и обичай Заговезни.
„Балът“-нова традиция на селото, утвърдила се от 2012 г. В последната събота на август жителите на селото, потомците им от цяла България и гости от другите банатски български села се събират да танцуват традиционните банатски български танци, облечени в традиционните си носии.
Летен кампус за децата от Бърдарски геран и малките потомци, летуващи в селото, организира читалище „Съединение – 1923“ всеки август от 2008 г.

## Други
- В селото има танцов и вокален състави, изпълняващи предимно банатски български танци и традиционните си песни на своя банатски български език. На всеки празник те изнасят концерти посрещани с много голям интерес от страна на жителите на селото. Успешно се представят и в останалите села на банатски българи в България, Румъния и Сърбия, на прегледите на народното творчество и на други културни изяви.[23]
- Особеност на бита са и типичните за селото топли спални завивки, наречени дуни. Това са напълнени с гъши пух дебели, изключително меки и топли завивки. Пухът за тях се събира, като всяка пролет се оскубва пухът от гърдите на гъските. Оттам е популярният израз „Оскубах го (или ще те оскубя) като банашка гъска!“
- В Бърдарски геран са заснети големи части от филмите „Зарево над Драва" и „Тримата от запаса“, в които участва много от местното население с традиционните си всекидневни облекла, екстериора и интериора на своите стари домове, всичко това съответстващо на изискванията да представя мястото на действие в Унгария.

## Кухня
Традиционните ястия в селото са с малко странни имена, но за сметка на това са изключително вкусни.
Едно такова ястие са например галушките. Тачки, листа на сухо, паприкаш, крофли, пифкя, точно с тиква – това са едни от многото вкусни банатски ястия. Друго традиционно ястие е чорба с листа и панирано пилешко месо.
Описанието на банатската кухня би било непълно, ако не споменем кавърмата – рядък специалитет от дреболии, бяло месо, кожа и непременно – кръв на току-що заклана домашна птица.

## Галерия
- Централният площад с Кметството и часовниковата кула
- Етнографският музей, типична банатска къща
- Етнографският музей, типична банатска къща
- Паметникът на загиналите във войните за национално обединение
- Паметна плоча на загиналите във Втората световна война
- Главният вход на черквата „Св. Йосиф“
- Интериор на черквата „Св. Йосиф“
- Олтарът със статуята на св. Йосиф с младенеца Исус
- Стара вила „Камено поле“
- Немската черква
- Житно поле с камбанарията на немската черква на хоризонта
- Самодейци пред входа на читалището
- Чардаш от празника Балът 2016 г.
- Участници на международен фестивал Фършанги в Бърдарски геран през 2015 г.

## Личности, родени и свързани със селото
- Лукан Чуканов – предводител на първите заселници, първи кмет на селото.
- Гюра Телбиз – първият учител в селото.
- монс. Евгений Босилков 1900 – 1952 г. – дългогодишен свещеник в селото, Никополски епископ, репресиран от властта през 1952 г., първият български католик, обявен от Папата за блажен.
- Антон Гюков (сценограф) – 1934 – 2008 г. изучавал театрални декорации и работил в театрите в Провадия, Габрово, Видин, Враца, Стара Загора.
- Стоян Францов – първият местен директор на училището.
- Никола Мичев – дългогодишен кмет на селото, носител на държавна награда за това.
- Иван Калчев (философ) – роден в селото през 1945 г.
- Светлана Караджова (общественик) – родена в селото през 1973 г. кмет 2011 – 2015, председател на Дружеството на банатските българи в България.

## Литературни източници
- Иван Калчев, Никола Куков, Никола Мичев, Михаил Шипков – История на село Бърдарски геран – 1987 г.
- Евгений Босилков и Дано Андреев – Кратка история на Бърдарски геран 1887 – 1937 – преизд. 2012 г.
- д-р Любомир Милетич – Изследвания за българите в Седмиградско и Банат – 1987 г.
- д-р Любомир Милетич – Нашите павликяни – 1904 г.
- НСИ Преброяване на населението от 1 февруари 2011 г.
- НСИ Национален регистър на населените места в Царство България.
- Jakoubek, Marek. Zastaveni nad vztachem kultury, viry a konfense u vojvodovskych Cechu – 2013 roc